# Внукът на човекоядката (разказ)
„Внукът на човекоядката“ е кратък разказ от Йорданка Белева. За първи път е публикуван в сборника ѝ с разкази „Ключове" през 2015 година. Включен е и в книгата „Първите 20: Подбрани разкази от първите години на XXI век“ (2020). През 2019 година по него е направен кратък филм носещ същото име.

## Сюжет
Действието се развива в едно българско училище, а в центъра му е Радостин – нов ученик, който е изключително талантлив и красив. Той грабва вниманието и симпатиите на всички около него, докато един ден не плъзва слуха, че баба му е човекоядка. Впоследствие, това променя всичко и Радостин става мишена на постоянни подигравки. Не след дълго той спира да ходи на училище, а съучениците му са обзети от угризения. Скоро мистерията зад прякора на баба му е разкрита – по време на войната, притиснати от глад, семейството на баба му е принудено да яде от прасе угоявано с човешки трупове. Един ден бабата отива в училището и застава пред класа на Радостин. За учидване на всички, тя не е нито грозна, нито страшна, нито зла, а напротив – умна и красива като внука си. Обръщайки се към децата, тя казва само едно – „Изядохте ми детето!“.